# Thập niên 720
Thập niên 720 hay thập kỷ 720 chỉ đến những năm từ 720 đến 729.